# Rafaele Crovi
Crovi Raffaele (ur. 18 kwietnia 1934 w Paderno Dugnano (w dzielnicy Calderara) niedaleko Mediolanu, zm. 30 sierpnia 2007 w Mediolanie) – włoski poeta, pisarz, eseista i dziennikarz.

## Życiorys
Wychowywał się we wsi Cola, w prowincji Reggio Emilia, skąd pochodzili jego rodzice. 
Studia wyższe skończył w Corregio. W 1952 przeniósł się do Mediolanu. Był aktywnym członkiem Chrześcijańskiej Demokracji i Włoskiej Partii Ludowej. 
Był redaktorem czasopism "Gettoni" i "Il menabo". Współpracował z Domem Wydawniczym Einaudi w latach 1956-1960 jako asystent Elio Vittorini, następnie w latach 1960-1966 był wicedyrektorem do spraw wydawniczych w Wydawnictwie Mondadori. 
W roku 1967 został szefem programów kulturalnych w mediolańskim oddziale RAI i pełnił tę rolę do 1977 roku. 
W latach 1978-1980 był dyrektorem w wydawnictwie Rusconi Libri, w latach 1981-1983 w grupie wydawniczej Bompiani-Sonzogno-Etas-Fabbri Libri.
W 1984 założył wydawnictwo Camunia. 
W latach 2000–2007 był dyrektorem literackim w Domu Wydawniczym Aragno.

## Wybrane dzieła
- Poezje:
  - Serenita di lacrime 1951
  - La czsa dell'infanzia 1956
  - L,inverno 1959
  - Fariseo e pubblicano 1968
  - Elogio del disertore 1978
  - Genesi 1974
  - L,utopia del Natale 1982
  - Pianeta Terra. Breviario in versi contro le menzogne 1999
  - Linea Bassa 2003
  - La vita sopravvisuta 2007

- Proza:
  - Carnevale a Milano 1959
  - Il franco tiratore 1968
  - La corsa del topo 1970
  - Il mondo nudo 1975
  - Fuori del Paradiso 1982
  - Ladro di ferragosto 1984
  - La convivenza 1985
  - Casa sul Po 1990
  - Le parole del padre 1991
  - La valle dei cavalieri 1993
  - La parola ai figli 1994
  - Parabola 1995
  - Il santo peccatore 1995
  - L'indagine di via Rapallo 1996
  - Amore di domenica 1999
  - I fratelli Peste. Favole in versi e in prosa 2000
  - La gioia di Leo 2001
  - Appenino 2003
  - Cameo 2006
  - Nerofumo 2007

- Eseistyka:
  - Parole incrociate. Guida alla scrittura creativa 1995
  - Il lungo viaggio di Vitorini 1998
  - Il luoghi della vita 1999
  - Le maschere del mistero. Storie e tecniche di thriller italiani e stranieri 2000
  - L,immaginazione editoriale. Personaggi e progetti dell'editoria italiana del secondo Novecento 2001
  - La letteratura popolare italiana 2001
  - L'ippogrifo della lettura. Letteratura e societa. 1953-2005 2005
  - Dialogo con la poesia 2005
  - Storie di letteratura, storia e scienza 2005
  - Giornalista involontario 2005
  - Diario del sud 2005
  - Vittorini cavalcava la tigre 2006
  - Piaceri 2006